# Лернер, Альфред Аркадьевич
Альфре́д Арка́дьевич Ле́рнер (28 октября 1947, Оренбург — 3 июня 2003, Москва) — российский филолог, деятель культуры. Заслуженный работник культуры Российской Федерации (2002).

## Биография
По образованию — педагог – филолог, начинал директором сельской школы. Работал учителем, директором школы, директором театров в Орске, Новгороде, Тольятти. В конце 1980-х годов приехал в Москву, познакомился с режиссёром Валерием Фокиным. Был главным редактором отдела гастролей Министерства культуры России. В 1989 году возглавил Всероссийское объединение «Творческие мастерские» на Новослободской, на базе которого родился и вырос Центр Мейерхольда, лаборатория новой режиссуры. С 1991 г. — директор-распорядитель Центра им. Мейерхольда. Он отвечал за финансово-хозяйственную часть. Общая площадь центра — более 26 тыс. кв. м. В основном это офисы и бутики. Кроме того, комплекс включает в себя 18-этажную гостиницу.

## Награды
- Заслуженный работник культуры Российской Федерации (28 октября 2002 года) — за заслуги в области культуры и многолетнюю плодотворную работу[1].
- Почётная грамота Правительства Москвы (24 октября 2002 года) — за многолетнюю плодотворную работу по развитию театрального искусства, активную общественную деятельность[2].